# Maixe
 (juin 2024).
La mise en forme du texte ne suit pas les recommandations de Wikipédia : il faut le « wikifier ».
Les points d'amélioration suivants sont les cas les plus fréquents. Le détail des points à revoir est peut-être précisé sur la page de discussion.
- Les titres sont pré-formatés par le logiciel. Ils ne sont ni en capitales, ni en gras.
- Le texte ne doit pas être écrit en capitales (les noms de famille non plus), ni en gras, ni en italique, ni en « petit »…
- Le gras n'est utilisé que pour surligner le titre de l'article dans l'introduction, une seule fois.
- L'italique est rarement utilisé : mots en langue étrangère, titres d'œuvres, noms de bateaux, etc.
- Les citations ne sont pas en italique mais en corps de texte normal. Elles sont entourées par des guillemets français : « et ».
- Les listes à puces sont à éviter, des paragraphes rédigés étant largement préférés. Les tableaux sont à réserver à la présentation de données structurées (résultats, etc.).
- Les appels de note de bas de page (petits chiffres en exposant, introduits par l'outil «  Source ») sont à placer entre la fin de phrase et le point final[comme ça].
- Les liens internes (vers d'autres articles de Wikipédia) sont à choisir avec parcimonie. Créez des liens vers des articles approfondissant le sujet. Les termes génériques sans rapport avec le sujet sont à éviter, ainsi que les répétitions de liens vers un même terme.
- Les liens externes sont à placer uniquement dans une section « Liens externes », à la fin de l'article. Ces liens sont à choisir avec parcimonie suivant les règles définies. Si un lien sert de source à l'article, son insertion dans le texte est à faire par les notes de bas de page.
- La présentation des références doit suivre les conventions bibliographiques. Il est recommandé d'utiliser les modèles {{Ouvrage}}, {{Chapitre}}, {{Article}}, {{Lien web}} et/ou {{Bibliographie}}. Le mode d'édition visuel peut mettre en forme automatiquement les références.
- Insérer une infobox (cadre d'informations à droite) n'est pas obligatoire pour parachever la mise en page.

Pour une aide détaillée, merci de consulter Aide:Wikification.
Si vous pensez que ces points ont été résolus, vous pouvez retirer ce bandeau et améliorer la mise en forme d'un autre article.
Maixe (Mâche en lorrain) est une commune française située dans le département de Meurthe-et-Moselle, en région Grand Est.

## Géographie

### Localisation
La commune de Maixe est situé au nord-est de la France, à 7,5 km au nord-ouest de Lunéville.
Maixe peut être divisé en trois grandes zones distinctes, séparées de quelques centaines de mètres : le cœur du village dit Grande Maixe (village-tas), Petite Maixe (village-rue) et le hameau de la Saline de Maixe.
Le territoire de la commune est limitrophe de six communes.
| Drouville | Serres    | Einville-au-Jard |
| Crévic    | Maixe     |                  |
|           | Anthelupt | Deuxville        |

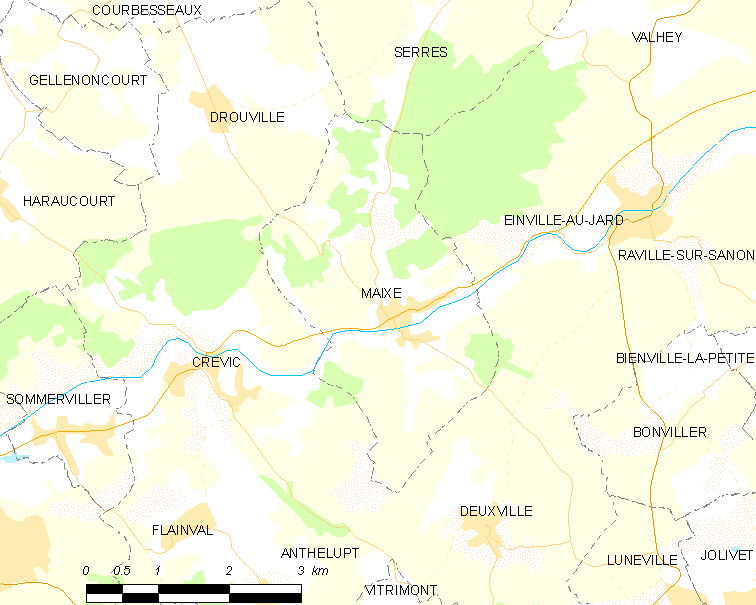
Carte de la commune.
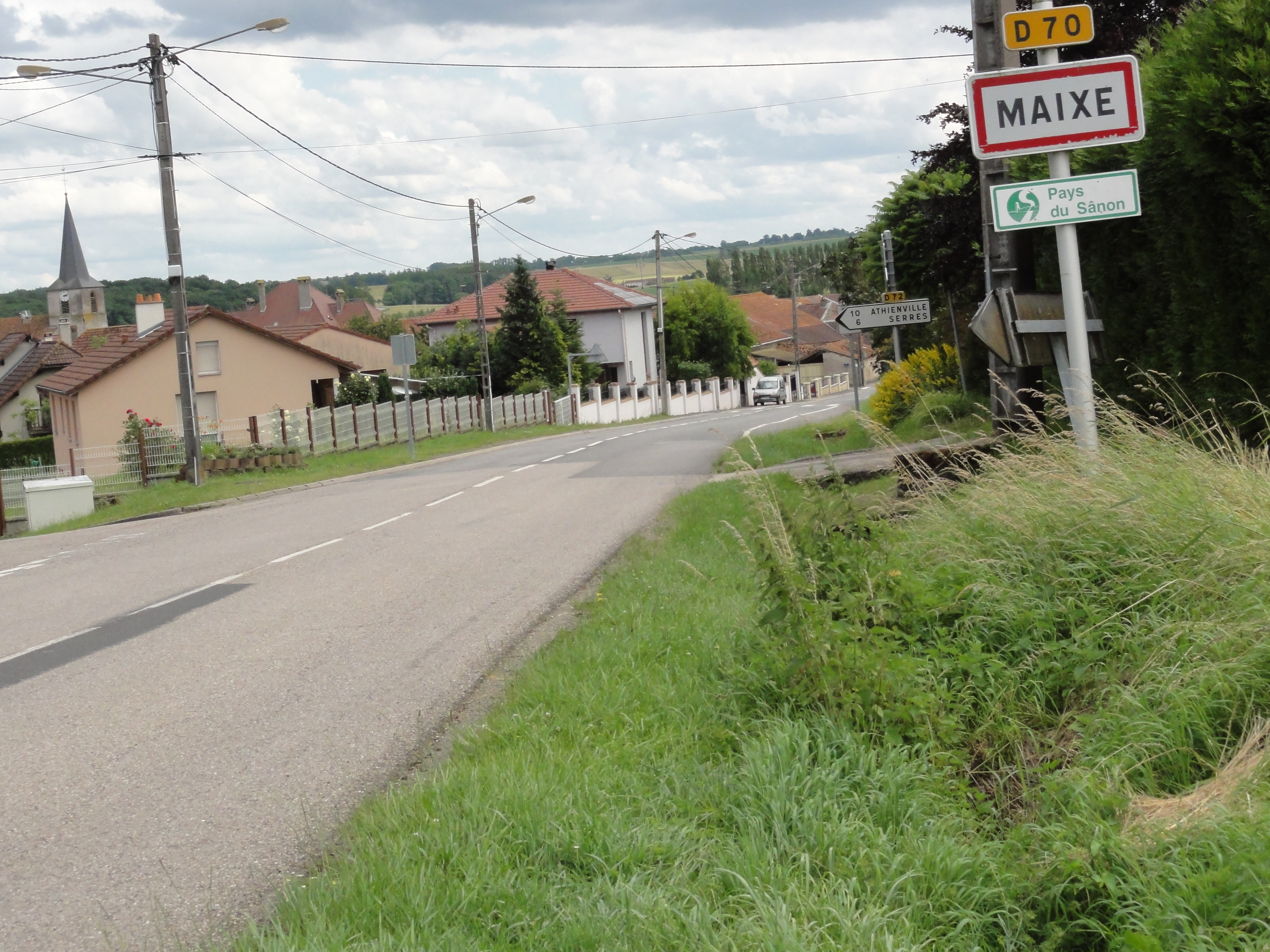
Entrée de Maixe.
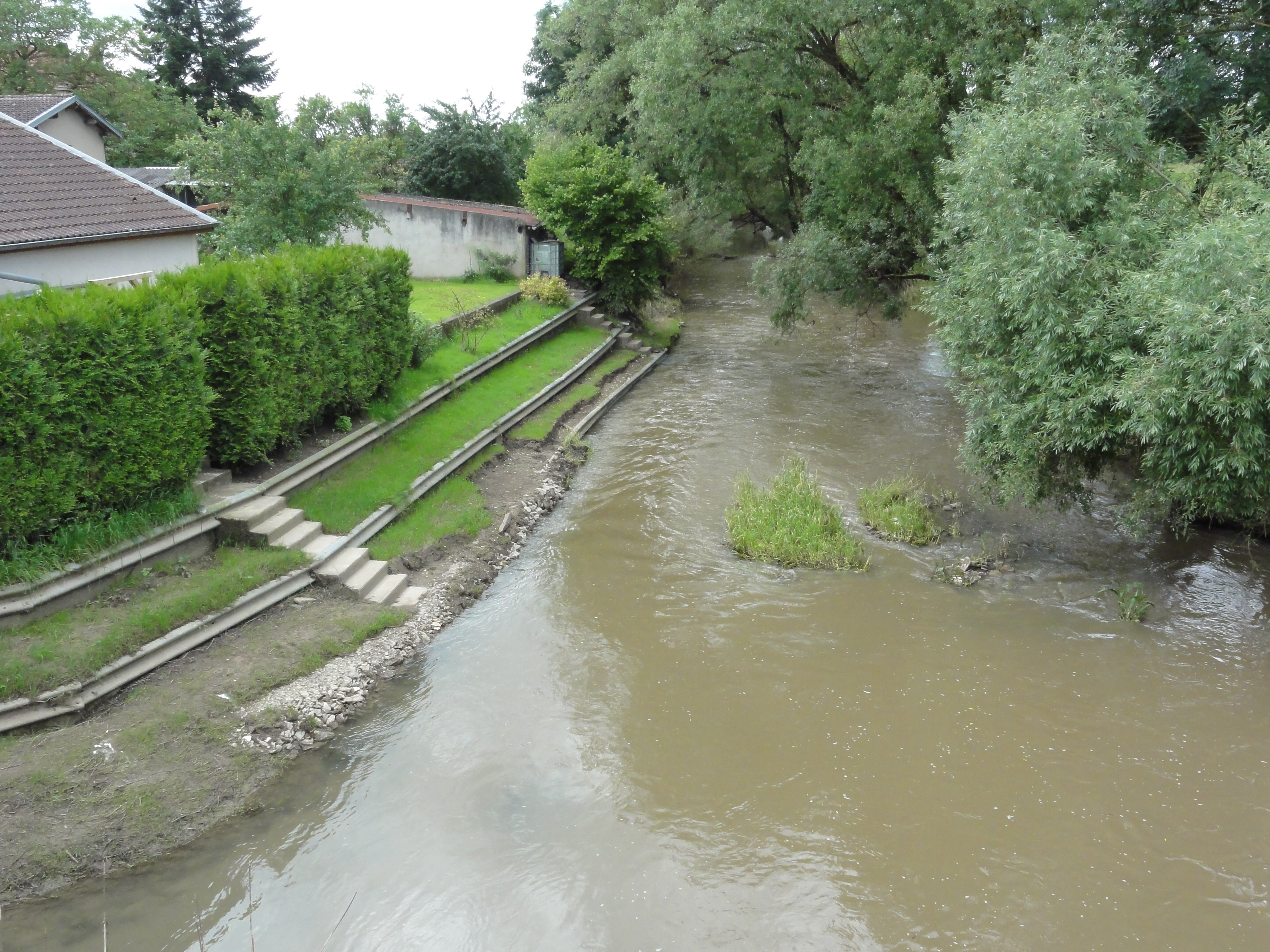
Le Sânon à Maixe.
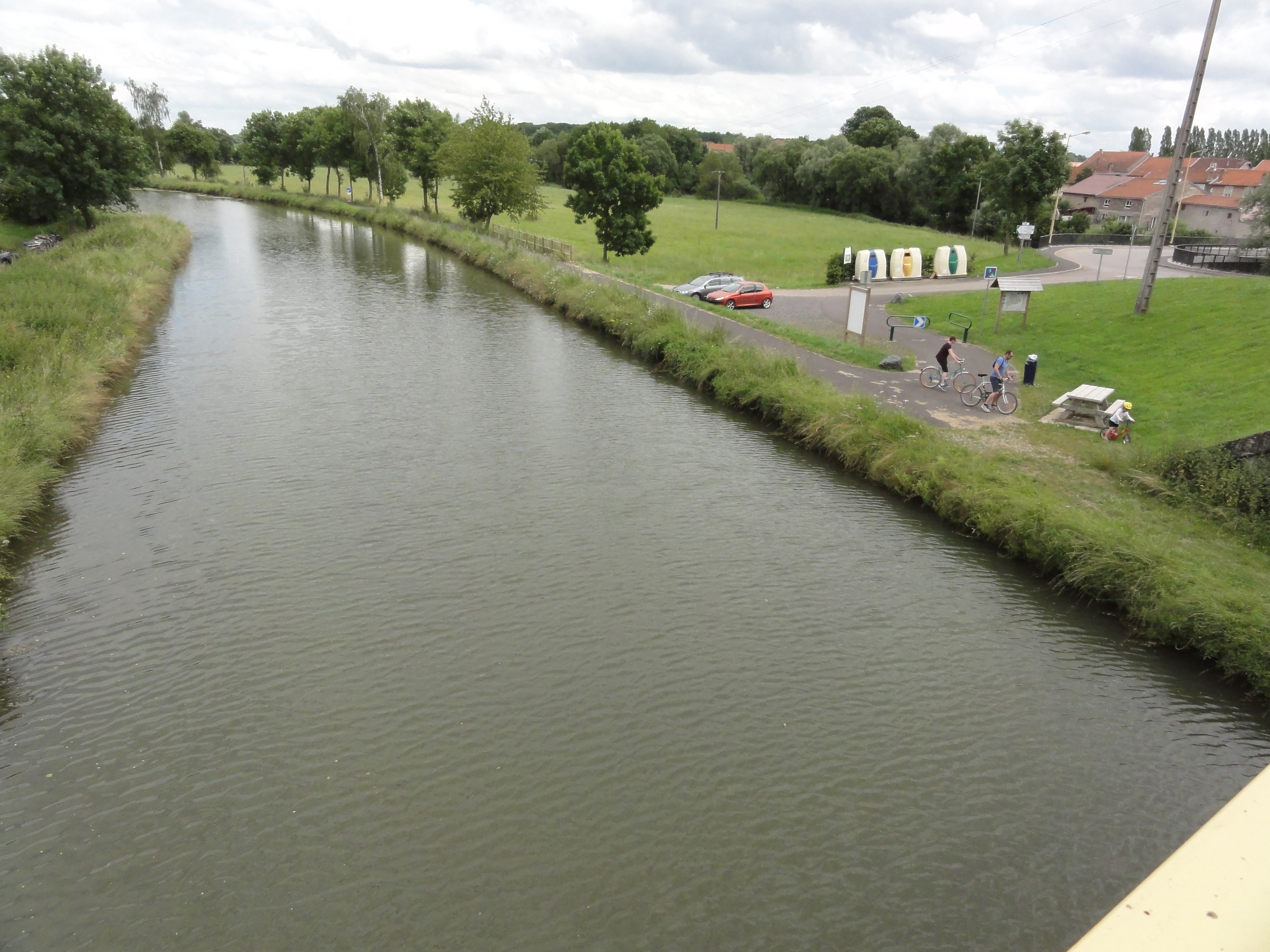
Canal de la Marne au Rhin à Maixe.

### Voies de communication et transports

#### Voies de communication
La principale route qui traverse le village est la Départementale 2 entre Crévic et Einville-au-Jard. Elle croise à Maixe la départementale 70 entre Drouville et Lunéville.
Maixe est en partie traversée par la voie verte du canal de la Marne au Rhin, liant Maixe d'un côté jusqu'à Paris et de l'autre côté jusqu'en Allemagne en passant près du Rhin.

#### Transports
La commune de Maixe est desservie par les lignes M520 (Desserte du marché de Lunéville) et R660 (Einville-au-Jard - Dombasle - Nancy) du réseau TED (Transport En Département), le réseau de transport en commun par bus et taxis mis en place par Service Transports du conseil général de Meurthe-et-Moselle.

### Hydrographie
La commune est dans le bassin versant du Rhin au sein du bassin Rhin-Meuse. Elle est drainée par le canal de la Marne au Rhin, le ruisseau de Chasy Ou de Moulnet, le ruisseau de l'Étang de Serre, le ruisseau la Prele et le Sanon,.
Le canal de la Marne au Rhin, long de 293 km et comportant 178 écluses à l'origine, relie la Marne (à Vitry-le-François) au Rhin (à Strasbourg). Par le canal latéral de la Marne, il est connecté au réseau navigable de la Seine vers l'Île-de-France et la Normandie. L'écluse n° 19 est sur la commune.

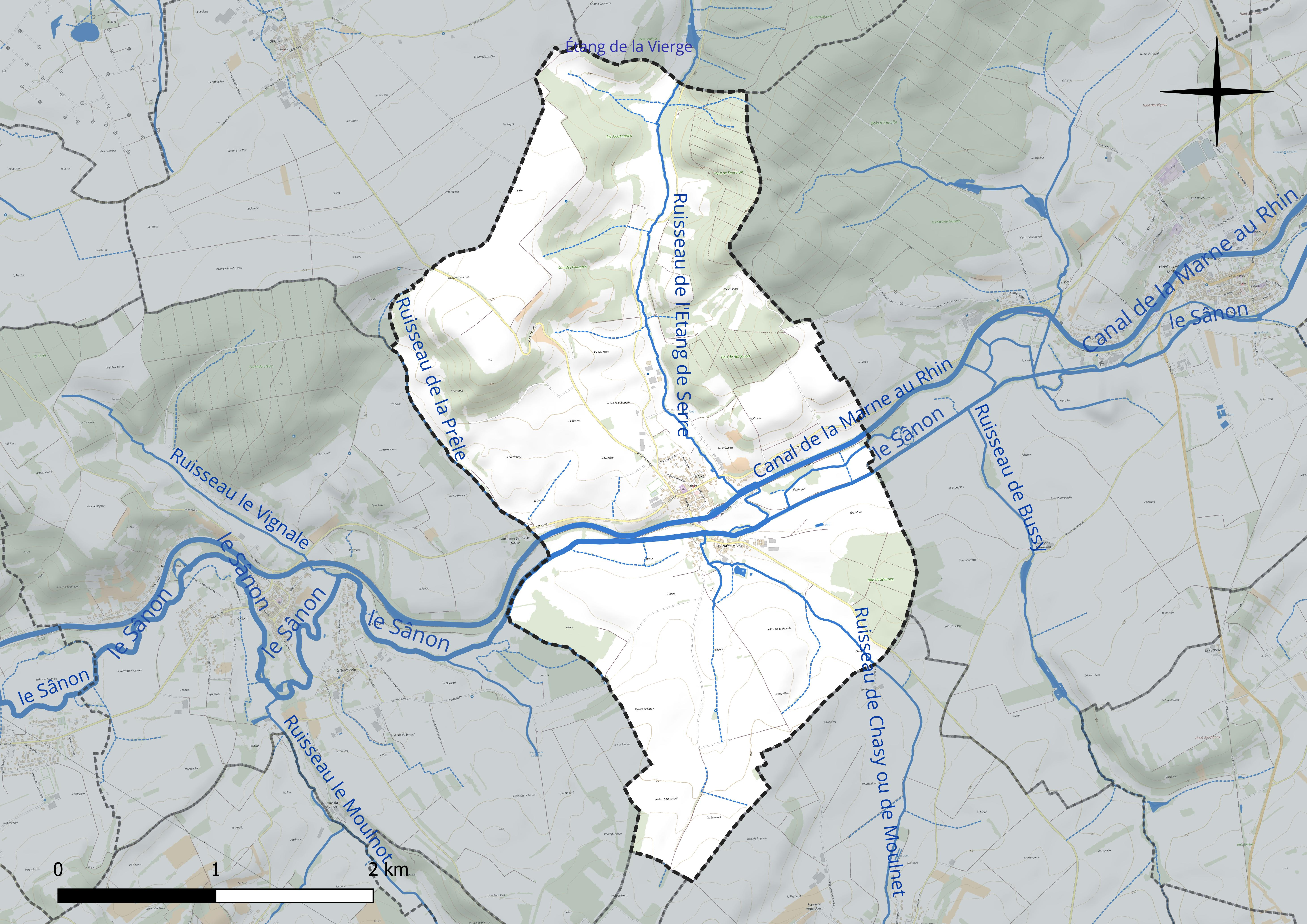
Réseau hydrographique de Maixe.

### Climat
Pour des articles plus généraux, voir Climat du Grand Est et Climat de Meurthe-et-Moselle.
En 2010, le climat de la commune est de type climat océanique dégradé des plaines du Centre et du Nord, selon une étude du Centre national de la recherche scientifique s'appuyant sur une série de données couvrant la période 1971-2000. En 2020, Météo-France publie une typologie des climats de la France métropolitaine dans laquelle la commune est exposée à un climat semi-continental et est dans la région climatique  Lorraine, plateau de Langres, Morvan, caractérisée par un hiver rude (1,5 °C), des vents modérés et des brouillards fréquents en automne et hiver.
Pour la période 1971-2000, la température annuelle moyenne est de 9,9 °C, avec une amplitude thermique annuelle de 16,9 °C. Le cumul annuel moyen de précipitations est de 795 mm, avec 11,3 jours de précipitations en janvier et 9,4 jours en juillet. Pour la période 1991-2020, la température moyenne annuelle observée sur la station météorologique de Météo-France la plus proche, « Nancy-Essey », sur la commune de Tomblaine à 17 km à vol d'oiseau, est de 11,0 °C et le cumul annuel moyen de précipitations est de 746,3 mm. 
La température maximale relevée sur cette station est de 40,1 °C, atteinte le 24 juillet 2019 ; la température minimale est de −24,8 °C, atteinte le 21 février 1956,,.
Les paramètres climatiques de la commune ont été estimés pour le milieu du siècle (2041-2070) selon différents scénarios d'émission de gaz à effet de serre à partir des nouvelles projections climatiques de référence DRIAS-2020. Ils sont consultables sur un site dédié publié par Météo-France en novembre 2022.

## Urbanisme

### Typologie
Au 1er janvier 2024, Maixe est catégorisée commune rurale à habitat dispersé, selon la nouvelle grille communale de densité à sept niveaux définie par l'Insee en 2022.
Elle est située hors unité urbaine. Par ailleurs la commune fait partie de l'aire d'attraction de Nancy, dont elle est une commune de la couronne,. Cette aire, qui regroupe 353 communes, est catégorisée dans les aires de 200 000 à moins de 700 000 habitants,.

### Occupation des sols
L'occupation des sols de la commune, telle qu'elle ressort de la base de données européenne d’occupation biophysique des sols Corine Land Cover (CLC), est marquée par l'importance des territoires agricoles (72,4 % en 2018), une proportion sensiblement équivalente à celle de 1990 (72,3 %). La répartition détaillée en 2018 est la suivante : 
terres arables (42,9 %), forêts (23,8 %), prairies (23,5 %), zones agricoles hétérogènes (6 %), zones urbanisées (3,8 %). L'évolution de l’occupation des sols de la commune et de ses infrastructures peut être observée sur les différentes représentations cartographiques du territoire : la carte de Cassini (XVIIIe siècle), la carte d'état-major (1820-1866) et les cartes ou photos aériennes de l'IGN pour la période actuelle (1950 à aujourd'hui).

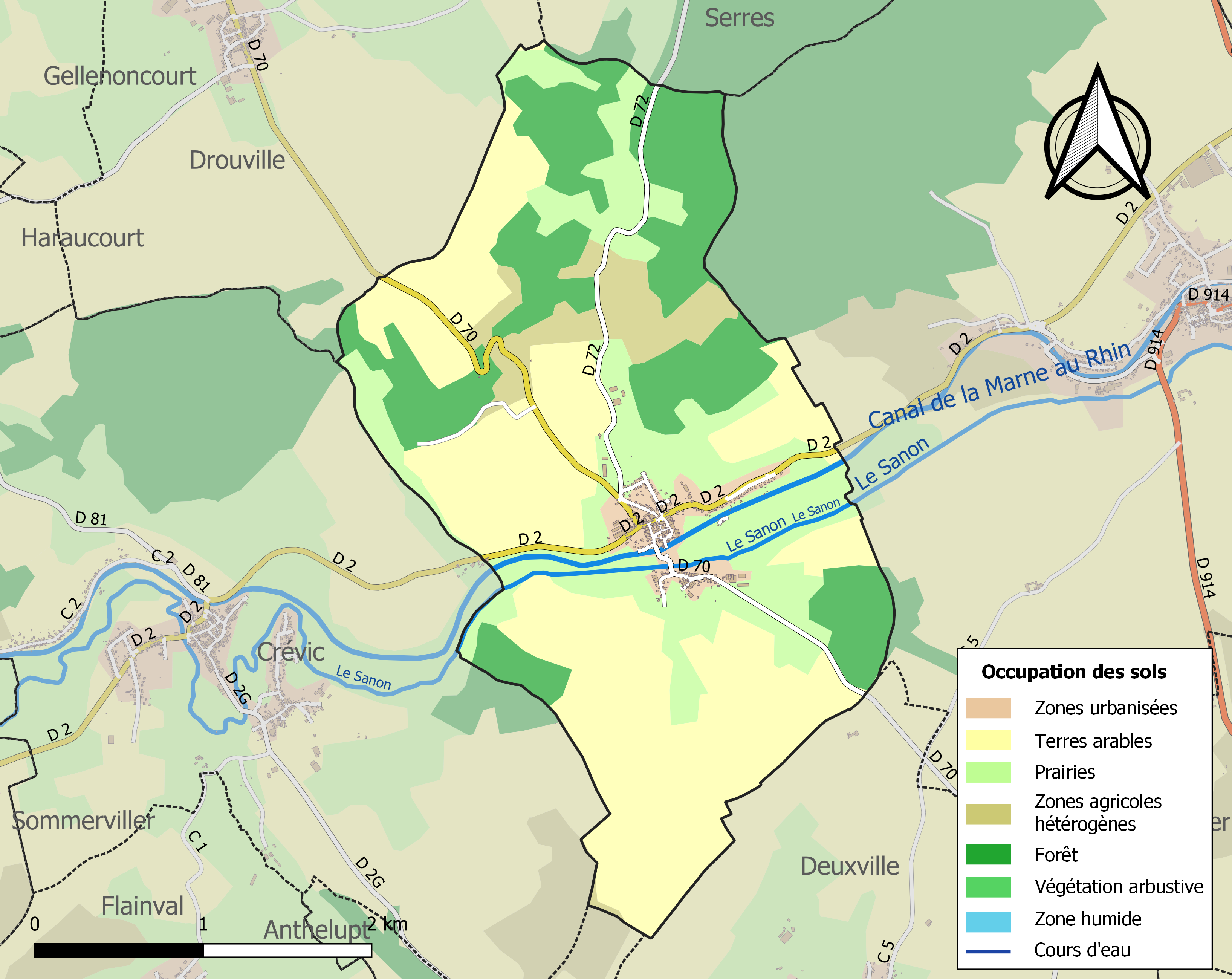
Carte des infrastructures et de l'occupation des sols de la commune en 2018 (CLC).

## Toponymie
Évolution du nom : Marche en 1130, en 1344, en 1351, en 1420 et en 1625 ; Maxe-lès-Einville en 1567 ; Maxe en 1622 et Maixe en 1664.

La plus ancienne mention de Maixe (la commune portait alors le nom de Marches) et son seigneur se trouvent dans la charte de l'abbaye de Beaupré de 1130, où un Karolus de Marches figure en qualité de témoin. Ensuite, le nom du village apparaît sous les graphies de Maxiae, puis Maxe (prononcé Mâche), puis Maixe.

En lorrain : Mâche, prononcé /maːx/. Selon Émile Badel dans son Dictionnaire des noms de rues à Nancy, la lettre <x> des toponymes lorrains s'est substituée à la lettre grecque <χ> (chi) des manuscrits anciens sans transmettre la prononciation de cette dernière.

L'étymologie ultime est le proto-germanique *marko ou *marka, qui a donné le mot d'oïl marche signifiant «  pays de frontière , région , contrée , lisières d'un bois , hameau écarté ». Il dérive lui-même de la racine proto-indo-européenne *mereg-, signifiant « bord » ou « frontière », à l'origine également du latin margo, « marge ».
Au haut Moyen Âge, une marche est un fief créé dans une zone frontalière, soit après conquête, soit par détachement d'un autre territoire, et auquel le souverain attribue une fonction particulière de défense contre les territoires voisins. Les marches désignent à l'origine de nombreux territoires frontaliers de l'Empire carolingien. Par extension, le terme a également désigné une province frontalière, militarisée ou non. La marche est l'ancêtre du marquisat ou du margraviat.

## Histoire

### Origines
Aucun documents ne permettent de donner une date à la fondation de Maixe.
La découverte en 1881 d'un cimetière mérovingien entre la route d'Einville et le canal indique que le site du village de Maixe était déjà habité. Ce site convient à l'établissement d'un village avec la présence de la rivière permettant la pêche, les terrains autour pour les prairies, un plateau pour la culture, des coteaux orientés plein sud pour la vigne et des forêts.
Une nécropole franque a été fouillée en 1881 à Baxempré.
Les fonts baptismaux de l'église Saint-Martin datent de la fin du XVe siècle.
Le 31 mai 1567, Pierre Petit devient seigneur de Maixe (Le village portait encore le nom de Marches). Son gendre Claude Bardin lui succéda en 1602.
La guerre de Trente Ans réduit la population en Lorraine. En 1647, on ne compte plus que 2 ménages à Maixe, 4 en 1654, 2 en 1660, puis le village se repeuple avec 88 ménages en 1768, 104 en 1802, 108 en 1822.

La Petite Maixe a été construite près du moulin sur le Sânon vers 1696.
En 1855, une épidémie de choléra coûta la vie à 30 personnes.

#### Liste des seigneurs[24]
- Si vous ne connaissez pas le sujet, laissez ce bandeau (vous pouvez alors contacter les auteurs).
- Si vous supprimez le contenu mis en cause (vous pouvez préalablement contacter les auteurs),

argumentez précisément cette suppression dans la page de discussion
(un manque de référence n'est pas un argument ; une recherche réelle de référence doit avoir été effectuée, être formellement documentée).
| Prénom(s) NOM                       | Naissance | Mort | Période de direction | Observations |
| Karolus de MARCHES                  | /         | /    | 1130                 | famille éteinte au XVe siècle |
| Husson de MARCHES                   | /         | /    | 1344                 | |
| Ferry de MARCHES                    | /         | /    | 1420                 | Fils de Husson de MARCHES. dit "La RATE" |
| Pierre PETIT                        | /         | /    | 31 mai 1567 -        | Conseiller contrôleur en l'hôtel de Monseigneur le Duc de Mercoeur - famille anoblie en 1550, acquisition du fief le 31 mai 1567, - fils de François PETIT, gruyer des bois et forêts d'Einville - époux de Marguerite de Rambouillet, son armoirie est visible dans le bénitier de l'église. |
| Claude BARDIN                       | 1580      | 1677 | - 1677               | Conseiller d'état et lieutenant général du bailliage de Nancy - marié en 1602 à Françoise PETIT, fille de Pierre PETIT |
| Jean BARDIN                         | 1639      | /    | 1677-                | - fils de Claude BARDIN - époux de Claude MAINBOURG (1613-1668) |
| Henry de GIRMONT                    | /         | 1681 | - juin 1622          | - époux de Marguerite BARDIN(-1673), fille de Jean BARDIN |
| Antoine de GASTINOIS                | /         | 1656 | juin 1622-1656       | Seigneur de Drouville, échange des terres de Rosières aux salines contre des terres de Maixe. |
| François Chrétien de MANESSY        | 1638      | 1707 | 1656-                | Conseiller en la chambre des Comptes en Lorraine, Possédant le fief un court temps, il resisterent à la Révolution. |
| Nicolas-Francois de MANESSY         |           | 1748 |                      | Seigneur de Maixe, fils de François Chrétien de MANESSY |
| Christophe RATTEL                   | 1620      | 1676 | -1676                | Epouse Gabrielle PESCHEUR (?-1679) dont la pierre tombale se trouvait dans l'église. Cette pierre n'est pas dans l'église actuelle. Fils de Nicolas RATTEL seigneur d'Einville-au-Jard |
| Joseph du HOUX                      | /         | /    | 1727-1736            | Seigneur de Vioménil, possédait le fief de Maixe |
| Nicolas TURPIN de la CHASTEIGNERAYE | /         | /    | 1736-                | anobli en 1736. époux de Jeanne de MANESSY |
| Joseph Hyacinthe DUMESNIL           | 1735      | 1803 |                      | Seigneur d'Hoéville, possédant le fief. époux de Anne Marie de MANESSY |
| Alexandre François BAILLY           | 1748      | /    | - 1789               | Tous ses biens furent morcelés et vendus aux enchères comme bien nationaux. épouse en 1788 Anne DUMESNIL ( fille de Joseph DUMESNIL ). |

Il y avait cependant d'autres familles nobles possédant des terres à Maixe.

### Saline de Maixe
Au XIXe siècle, l'industrialisation permit un développement de Maixe, avec l'installation en 1880-1881 d'une saline et son hameau près du canal.
La saline de Maixe est construite de 1881 à 1884 par l'entreprise Perrin et Bichaton de Nancy pour la société des salines de Maixe. Elle passe par la suite aux mains de la Compagnie des Salins du Midi et des Salines de l'Est qui modernise considérablement les installations dans le 3e quart XXe siècle (daté par tradition orale). Les bassins de décantation et le transformateur sont construits à ce moment. À la suite de la cessation de la fabrication en 1966, de nombreux bâtiments détruits en 1988 et 1989.
Le procédé Piccard (évaporation des dissolutions salées par récupération de la chaleur latente de vaporisation) y est exploite entre 1884 et 1940 ; productions annuelles en tonnes : 6984 en 1913, 5230 en 1923.

### Première Guerre mondiale
Maixe fut le siège de combats qui provoquèrent de nombreux dégâts : 10 civils exécutés ainsi que 36 maisons incendiées et l'église endommagée. L'unité mise en cause est le 3e régiment bavarois de cavalerie légère. La commune fut prise le 22 août 1914 par le VIe armée allemande. Le village fut repris lors de la bataille de la trouée de Charmes le 26 août 1914.
Dans le rapport officiel sur "les atrocités allemandes" commises pendant la première guerre mondiale, il est fait mention d'un viol en réunion commis avec la complicité d'un officier allemand et du massacre par armes à feu et par immolation de 11 personnes à Maixe en août 1914.

## Politique et administration

### Liste des maires
| Période                                  | Période                   | Identité                                            | Étiquette | Qualité                                                       |
| ---------------------------------------- | ------------------------- | --------------------------------------------------- | --------- | ------------------------------------------------------------- |
| Les données manquantes sont à compléter. |                           |                                                     |           |                                                               |
| En 1699                                  |                           | Anthoine LIEGEY                                     |           | Laboureur, fermier                                            |
| En 1700                                  |                           | François GRIMPREY                                   |           |                                                               |
| En 1707                                  |                           | Abraham BURTIN                                      |           | Laboureur                                                     |
| En 1709                                  |                           | Nicolas LIEGEY                                      |           | Laboureur, Vigneron                                           |
| En 1709                                  |                           | Jean LIEGEY                                         |           | Vigneron                                                      |
| En 1709                                  |                           | Claude BAJOLET                                      |           | Laboureur                                                     |
| En 1711                                  |                           | Jean GRIMPREY                                       |           | Echevin                                                       |
| En 1711                                  |                           | Claude GIROMPAIRE                                   |           | Maréchal Ferrant                                              |
| En 1718                                  |                           | Claude ADAM                                         |           | Echevin de Justice                                            |
| En 1719                                  |                           | Jean THINCELIN                                      |           | Vigneron                                                      |
| En 1724                                  |                           | Sébastien BRIEL                                     |           | Laboureur                                                     |
| En 1729                                  |                           | Jean BURTIN                                         |           | Laboureur, Vigneron                                           |
| En 1736                                  |                           | Pierre François GRIMPREY                            |           | Tonnelier, Vigneron                                           |
| En 1737                                  |                           | Adrian PEUCHAT                                      |           | Maitre charron                                                |
| En 1756                                  |                           | François DURAND                                     |           | Laboureur                                                     |
| En 1755 et en 1780                       |                           | Nicolas BURTIN                                      |           | Vigneron, Maire en la haute justice de Maixe                  |
| En 1783                                  |                           | Joseph FRANCOIS                                     |           |                                                               |
| En 1793                                  |                           | Joseph GAUCON                                       |           | Vigneron, Cultivateur                                         |
| An 9                                     | 1817                      | Nicolas Gabriel LE BEGUE DE GIRMONT                 |           | Officier                                                      |
| 1815                                     | 1815                      | Augustin Charles Joseph THIERY DE REMBAU            |           | Rentier                                                       |
| 1817                                     | 1823                      | Joseph BURTIN                                       |           | Vigneron, Rentier                                             |
| 1823                                     | 1830                      | Joseph Martin LIEGEY                                |           | Cultivateur                                                   |
| 1830                                     | 1845                      | Joseph Léopold GOBERT                               |           | Tonnelier, Vigneron                                           |
| 1845                                     | 1863                      | Nicolas LIEGEY                                      |           | Vigneron                                                      |
| 1863                                     | 1871                      | Victor-Martin Gaucon                                |           | marchand de bois à Maixe, Négociant                           |
| 1871                                     | 1876                      | Martin MATHIAS                                      |           | Tonnelier, Vigneron                                           |
| 1876                                     | 1900                      | Victor GAUCON                                       |           |                                                               |
| 1900                                     | 1901                      | Victor-Martin GAUCON                                |           | marchand de bois à Maixe, Négociant                           |
| 1901                                     | 1903                      | Mansuy JACQUES                                      |           | Bourrelier/cultivateur à Maixe victime civile 1914            |
| 1903                                     | 1912                      | Auguste LEJEUNE                                     |           | Tonnelier                                                     |
| 1912                                     | 1914                      | Jules FERRY                                         |           | Médaillé militaire                                            |
| 1914                                     | 1919                      | Auguste PICOT                                       |           | Cultivateur                                                   |
| 1919                                     | 1921                      | Jules FERRY                                         |           | Médaillé militaire                                            |
| 1921                                     | 1922                      | Hyacinthe DURAND                                    |           | Aubergiste                                                    |
| 1922                                     | 1924                      | Jules FERRY                                         |           | Médaillé militaire                                            |
| 1924 réélu en 1925, 1927, 1929 et 1935   | 1936                      | Léon FAIVE                                          |           | Pâtissier, cultivateur, propriétaire, laitier                 |
| 1936                                     | 1941                      | Georges MALGRAS                                     |           |                                                               |
| 1941                                     | 1945                      | Camille BAUER                                       |           | Cultivateur, laitier                                          |
| 1945                                     | 1947                      | Joseph MARIN                                        |           | Aubergiste commerçant à Maixe Cultivateur, Vigneron, Cafetier |
| 1947                                     | 1965                      | Auguste GOM                                         | DVG       | Salinier à Maixe, Résistant FFI                               |
| mars 1965                                | 1989                      | Robert BURTIN                                       | DVD       | militaire de 1945-1961                                        |
| 17 mars 1989                             | mars 2001                 | Pascal GEORGIN                                      | RPR       |                                                               |
| mars 2001                                | mars 2008                 | Monique BÉRARD                                      | PS        |                                                               |
| mars 2008                                | octobre 2014              | Pascal GEORGIN                                      | UMP       | Démission en cours de mandat                                  |
| décembre 2014                            | En cours (au 26 mai 2020) | Alexandra HINZELIN, Réélue pour le mandat 2020-2026 | SE        | Employée civile ou agent de service de la fonction publique   |

### Situation administrative
De 1988 à 1998, Maixe a fait partie de EPCI Sânon. Depuis 1998, Maixe fait partie de la communauté de communes du Pays du Sânon.

## Population et société

### Démographie
L'évolution du nombre d'habitants est connue à travers les recensements de la population effectués dans la commune depuis 1793. Pour les communes de moins de 10 000 habitants, une enquête de recensement portant sur toute la population est réalisée tous les cinq ans, les populations de référence des années intermédiaires étant quant à elles estimées par interpolation ou extrapolation. Pour la commune, le premier recensement exhaustif entrant dans le cadre du nouveau dispositif a été réalisé en 2004.

En 2022, la commune comptait 405 habitants, en évolution de −1,94 % par rapport à 2016 (Meurthe-et-Moselle : −0,13 %, France hors Mayotte : +2,11 %).
| 1793 | 1800 | 1806 | 1821 | 1831 | 1836 | 1841 | 1846 | 1851 |
| ---- | ---- | ---- | ---- | ---- | ---- | ---- | ---- | ---- |
| 404  | 456  | 505  | 423  | 451  | 436  | 442  | 467  | 510  |

| 1856 | 1861 | 1872 | 1876 | 1881 | 1886 | 1891 | 1896 | 1901 |
| ---- | ---- | ---- | ---- | ---- | ---- | ---- | ---- | ---- |
| 496  | 488  | 455  | 455  | 493  | 498  | 497  | 487  | 476  |

| 1906 | 1911 | 1921 | 1926 | 1931 | 1936 | 1946 | 1954 | 1962 |
| ---- | ---- | ---- | ---- | ---- | ---- | ---- | ---- | ---- |
| 483  | 501  | 373  | 409  | 385  | 380  | 388  | 410  | 394  |

| 1968 | 1975 | 1982 | 1990 | 1999 | 2004 | 2006 | 2009 | 2014 |
| ---- | ---- | ---- | ---- | ---- | ---- | ---- | ---- | ---- |
| 350  | 310  | 374  | 387  | 394  | 429  | 404  | 422  | 411  |

| 2019 | 2022 | - | - | - | - | - | - | - |
| ---- | ---- | - | - | - | - | - | - | - |
| 412  | 405  | - | - | - | - | - | - | - |

### Population par sexe et âge en 2020
|                | Hommes | %     | Femmes | %     |
| -------------- | ------ | ----- | ------ | ----- |
| Ensemble       | 211    | 100,0 | 197    | 100,0 |
| 0 à 14 ans     | 36     | 17,0  | 37     | 18,8  |
| 15 à 29 ans    | 27     | 13,0  | 29     | 14,5  |
| 30 à 44 ans    | 38     | 18,2  | 34     | 17,4  |
| 45 à 59 ans    | 49     | 23,2  | 43     | 21,7  |
| 60 à 74 ans    | 43     | 20,5  | 33     | 16,8  |
| 75 à 89 ans    | 16     | 7,6   | 20     | 10,3  |
| 90 ans ou plus | 1      | 0,5   | 1      | 0,5   |
|                |        |       |        |       |
| 0 à 19 ans     | 44     | 20,7  | 43     | 21,7  |
| 20 à 64 ans    | 125    | 59,3  | 116    | 58,7  |
| 65 ans ou plus | 42     | 20,1  | 38     | 19,5  |

### Évolution du nombre de logements par catégorie en historique depuis 1968
|                                                  | 1968(*) | 1975(*) | 1982 | 1990 | 1999 | 2009 | 2014 | 2020 |
| Ensemble                                         | 122     | 125     | 152  | 161  | 161  | 183  | 188  | 199  |
| Résidences principales                           | 105     | 111     | 128  | 138  | 141  | 172  | 174  | 185  |
| Résidences secondaires et logements occasionnels | 9       | 8       | 12   | 7    | 1    | 2    | 3    | 2    |
| Logements vacants                                | 8       | 6       | 12   | 16   | 19   | 9    | 11   | 12   |

- (*) 1967 et 1974 pour les DOM
- Les données proposées sont établies à périmètre géographique identique, dans la géographie en vigueur au 01/01/2023.
- Sources : Insee, RP1967 à 1999 dénombrements, RP2009 au RP2020 exploitations principales.

### Enseignement
Maixe dispose d'une école maternelle et primaire.

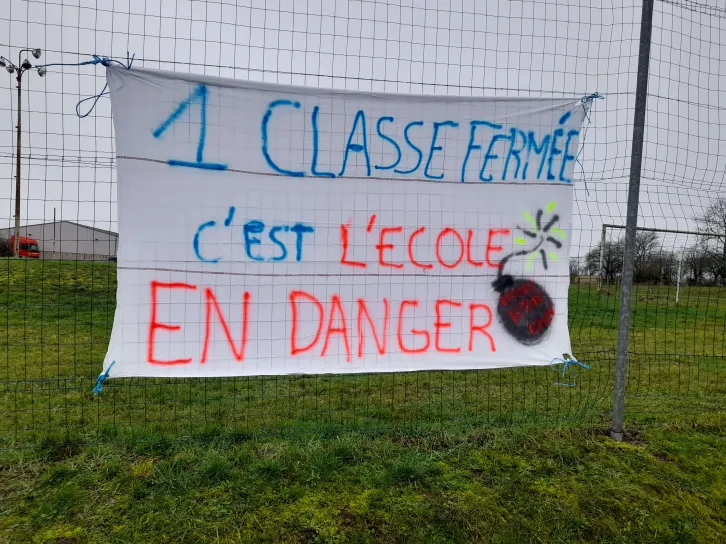
Affiche Maixe en 2024 contre la fermeture d'une Classe

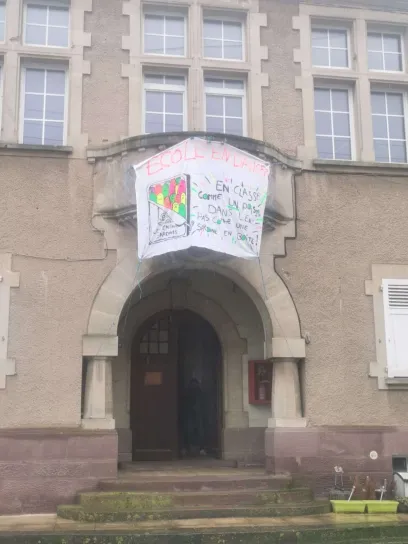
Affiche Maixe en 2024 contre la fermeture d'une Classe

En 2022 et 2024 Maixe est menacé de fermeture d'une Classe.

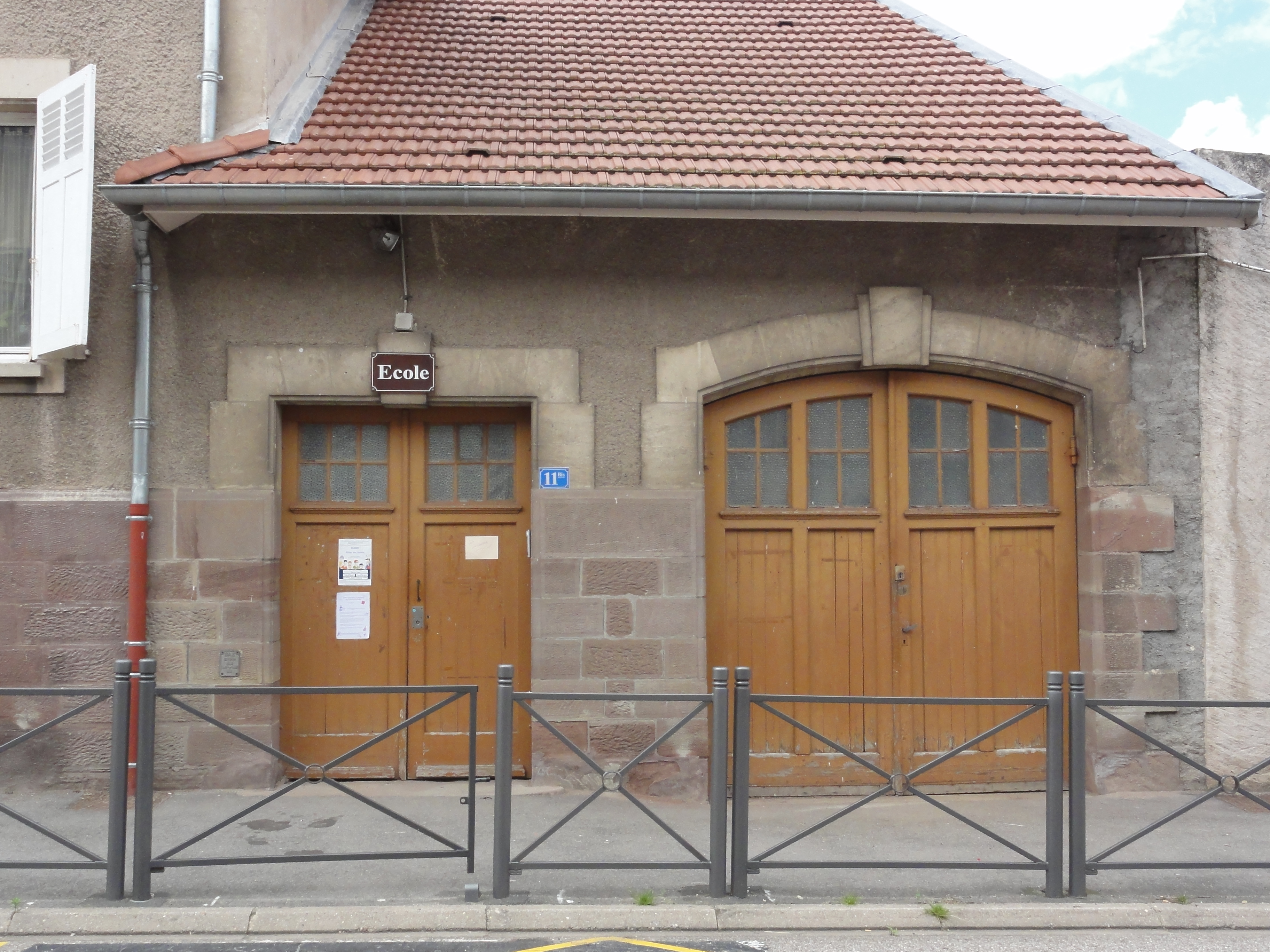
L'école, annexe de l'ancienne mairie.

### Santé
Pour la santé, la commune dépend du centre hospitalier de Lunéville.

### Sports-Loisirs
Maixe dispose d'un terrain de football et d'un terrain de tennis et dune aire de jeux pour petit.

### Cultes
La paroisse catholique dépend du diocèse de Nancy-Toul.

## Économie
Maixe accueille quelques entreprises agricoles, un artisan menuisier, ainsi qu'un commerce d'engins agricoles.

## Culture locale et patrimoine

### Lieux et monuments
- L'église de Maixe est dédiée à saint Martin. Le blason de la commune est gravé sur le bénitier de l'entrée de l'église, car le premier seigneur de Maixe donna ces armes à la commune. L'ancienne église du XVIe siècle a été rebâtie de 1896 à 1898. La première pierre de la nouvelle église a été posée le 3 juin 1896, et elle a été bénie le 12 mai 1898 par monseigneur Charles-François Turinaz, évêque de Nancy. Elle a souffert des bombardements d'août 1914[18].
- Monument aux morts.
- Croix de chemin.
- Vestiges d'une maison forte du XVIe siècle.
- Canal de la Marne au Rhin : écluse et voie verte.

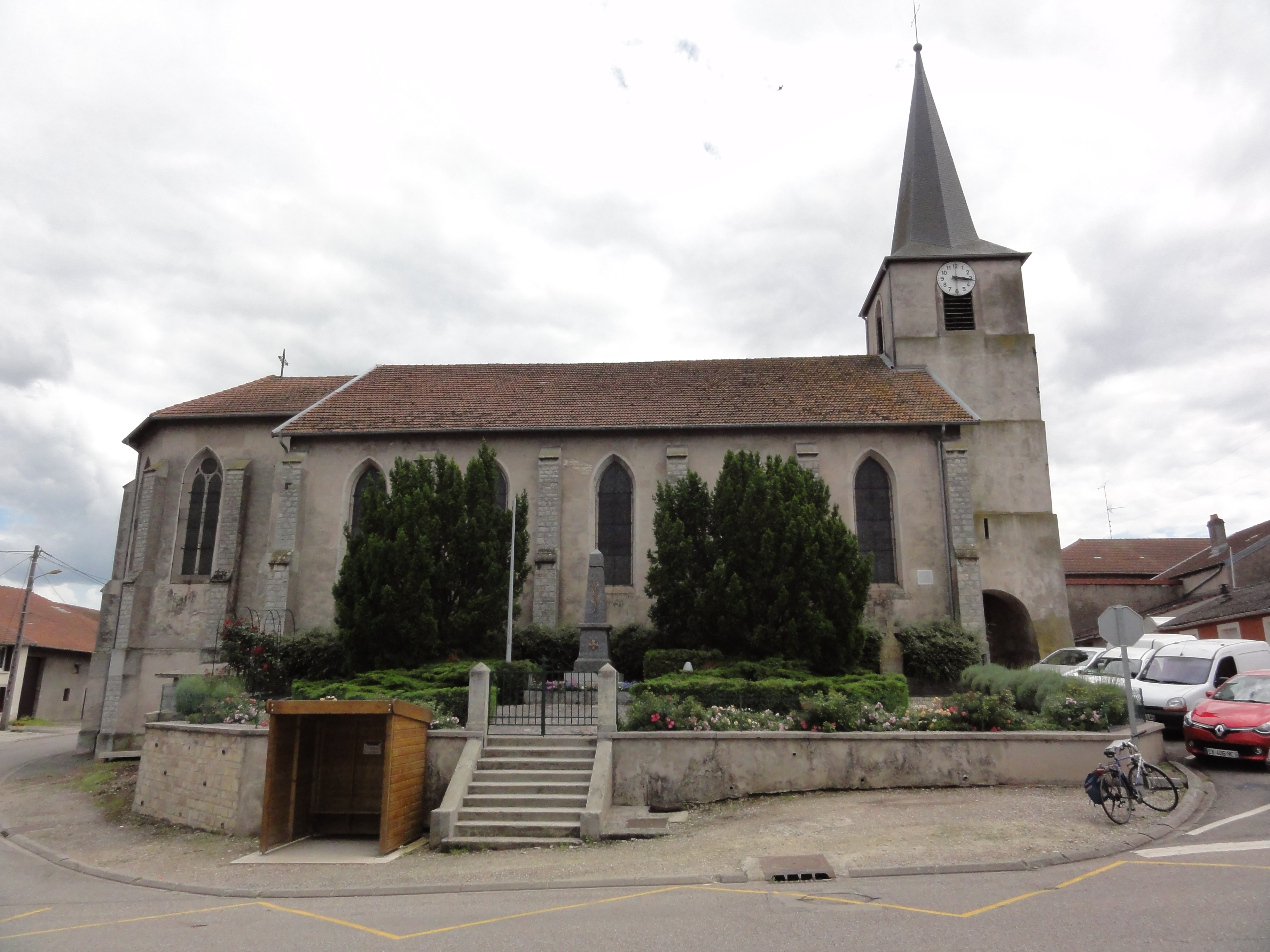
Église Saint-Martin.
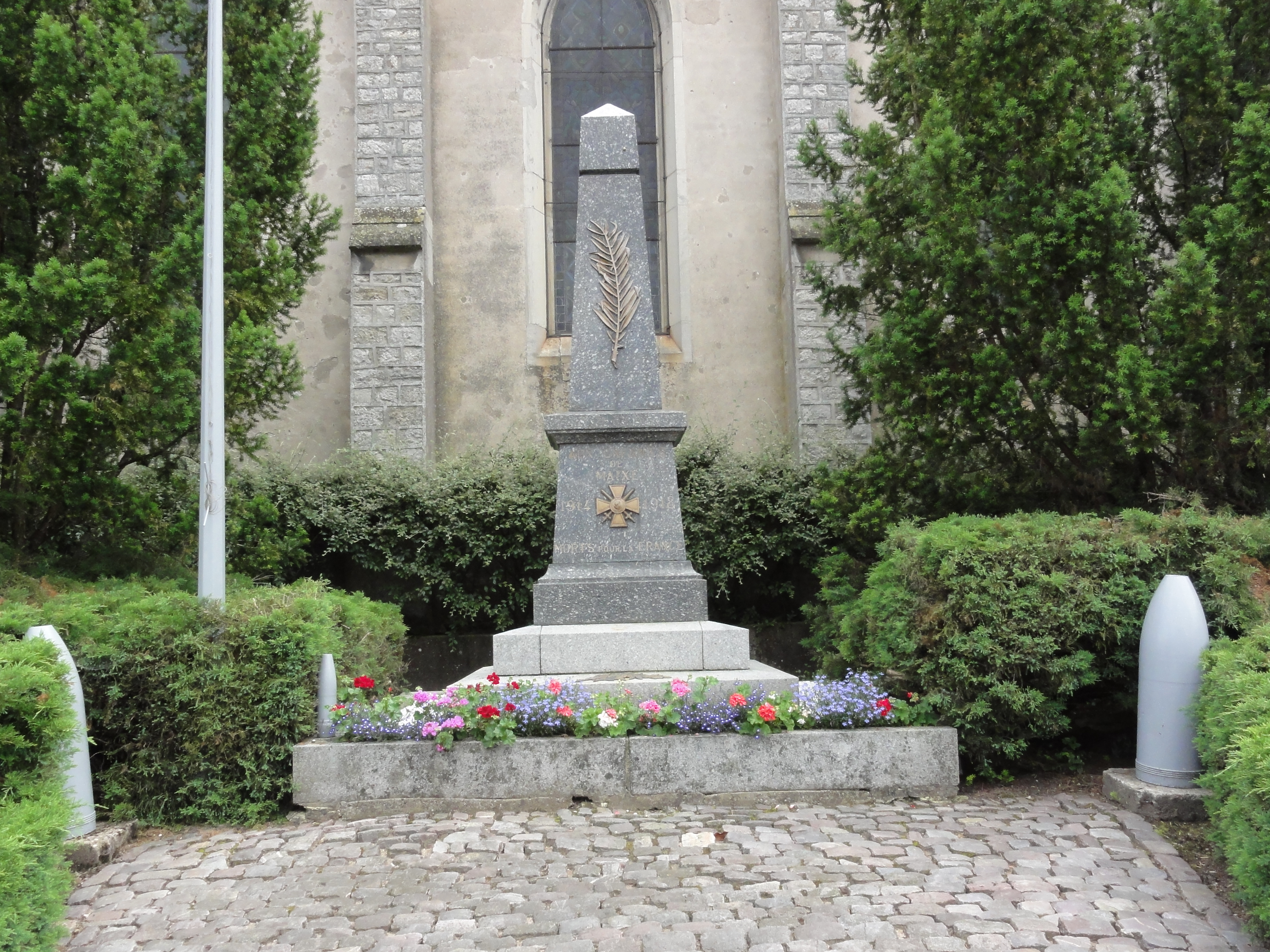
Monument aux morts.
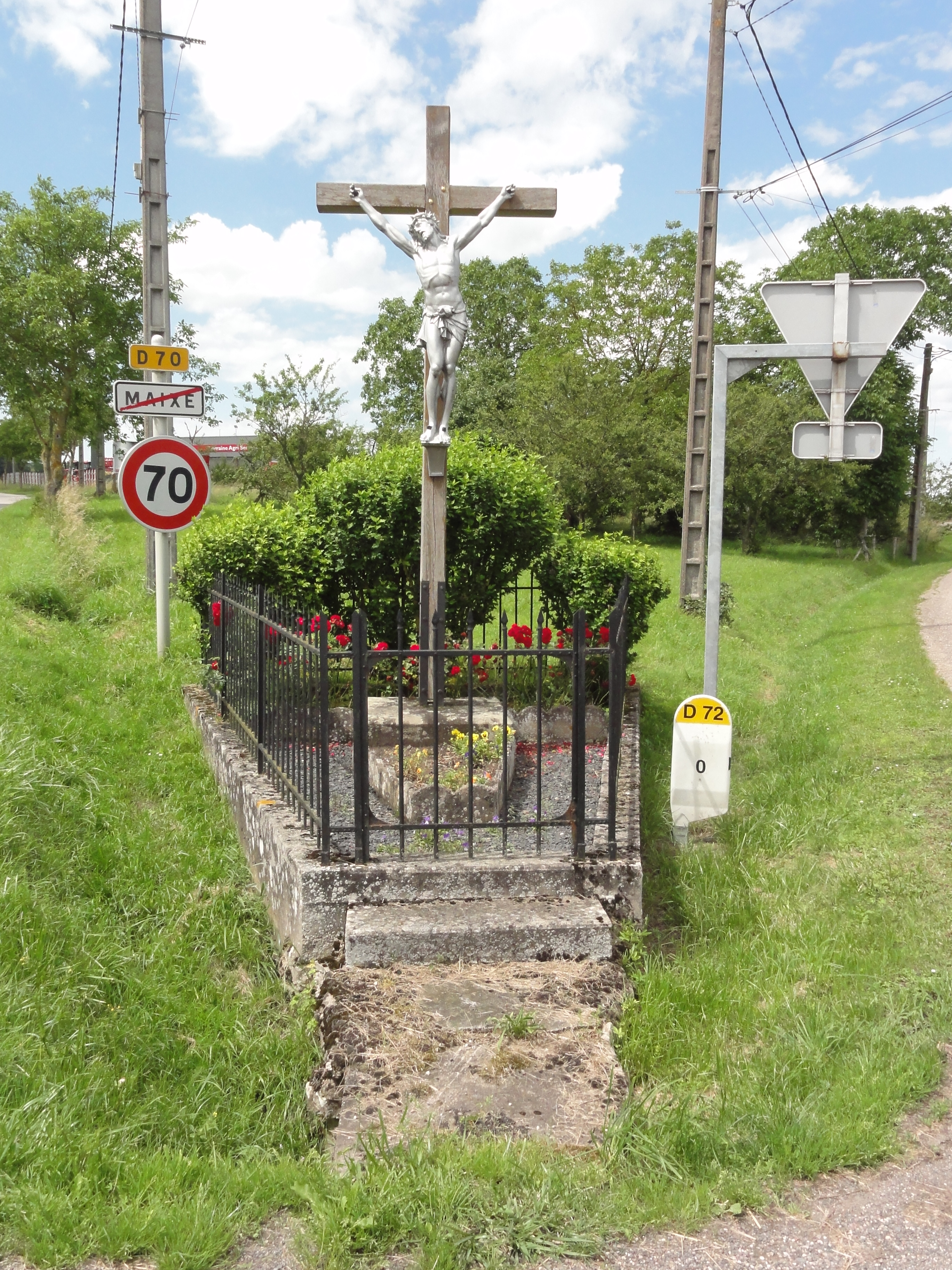
Croix de chemin.
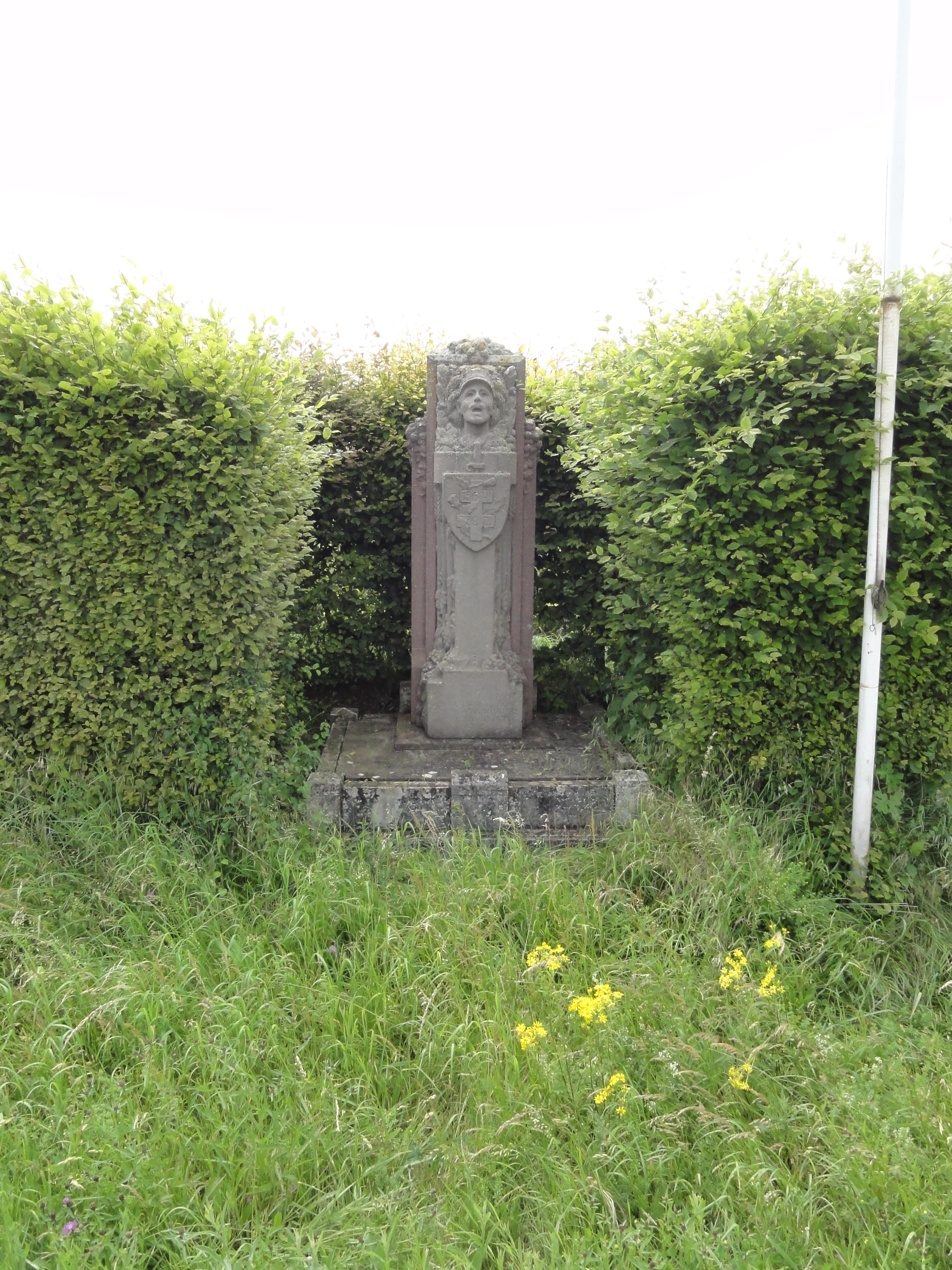
Mémorial du 156 RI sur la route de Drouville

### Personnalités liées à la commune
- Maurice Chapleur (1912-2005), né à Maixe, créateur d'une collection et d'une exposition de cycles (vélos, vélomoteurs, motos...).

### Héraldique
| Blason de Maixe | Blason  | D'azur à une patte de lion d'or arrachée, armée de gueules mise en fasce, au chef d'argent, chargé de trois molettes d'éperon de dix raies de gueules. |
| Blason de Maixe | Détails | Ce sont les armes de Pierre Petit, anobli en 1529. Il épousa Agnès Feriet et acquit « un gagnage de fief sis à Marches ». On retrouve ce blason gravé sur le bénitier de l'entrée de l'église. Dans son armorial, Dom Pelletier dessine par erreur la patte de lion en pal. Le statut officiel du blason reste à déterminer. |